# Glareadessus franzi
Glareadessus franzi är en skalbaggsart som beskrevs av Wewalka och Olof Biström 1998. Glareadessus franzi ingår i släktet Glareadessus och familjen dykare. Inga underarter finns listade i Catalogue of Life.